# Odette Fabius
Odette Fabius (geboren als Odette Schmoll am 2. November 1910 in Paris; gestorben am 1. Juni 1990 ebenda) war eine französische Résistance-Kämpferin und Autorin. Sie überlebte das KZ Ravensbrück. Ihre Erlebnisse schilderte sie in ihren 1986 erschienenen Erinnerungen.

## Leben
Odette Schmoll wurde in eine großbürgerliche Familie in Paris geboren, die zu den ältesten jüdischen Familien Frankreichs gehört, deren Vorfahren mütterlicherseits auf Abraham Furtado zurückgehen. Ihr Vater arbeitete als hochrangiger Richter am Palais de Justice in Paris. Odette Schmoll wuchs mit einem Bruder auf, betreut von einer britischen Erzieherin, von der sie Englisch wie eine zweite Muttersprache erlernte. Sie besuchte die Privatklasse in einer Sekundärschule und machte mit 17 Jahren ihr Baccalauréat. Anschließend schrieb sie sich an der École du Louvre ein. 1929 heiratete sie den Antiquitätenhändler Robert Fabius. Das Paar ließ sich in der Großen Synagoge in der Rue de la Victoire trauen. Ein Jahr später kam die Tochter Marie-Claude zur Welt.
Im Zweiten Weltkrieg trat sie als ehrenamtliche Fahrerin der „Sections sanitaires automobiles féminines“ (SSAF) bei, einer Ambulanz von Frauen, die das Rote Kreuz darin unterstützte, verletzte Soldaten zu bergen. Mit Beginn des deutschen Angriffs auf Frankreich am 10. Mai 1940 standen die Einsätze der Ambulanz häufig unter den Bombardements der Wehrmacht. Als die SSAF am 12. September 1940 aufgelöst wurde, gingen viele der Frauen in die Résistance, so auch Odette Fabius. Sie schloss sich in Bordeaux einer Gruppe der Réseau Alliance an, ein Netzwerk, das mit dem britischen Geheimdienst zusammenarbeitete.
Am 23. April 1943 verhaftete die Gestapo Odette Fabius in Marseille. Sie war zunächst zwei Monate im Gefängnis Saint-Pierre inhaftiert, wurde anschließend im Gefängnis Fresnes als „gefährliche Terroristin“ ohne Kontakt zur Außenwelt in Haft gehalten und am 31. Januar 1944 in das Frauenkonzentrationslager Ravensbrück verbracht. Eine Zeichnung der ebenfalls in Ravensbrück internierten Mopsa Sternheim erinnert an die Torturen, denen Odette Fabius nach einer gescheiterten Flucht ausgesetzt war. Fabius gehörte zu einer Gruppe von Frauen, darunter neben Sternheim Geneviève de Gaulle, mit denen sie auch nach dem Krieg befreundet blieb. Die Freundschaft und Solidarität untereinander half ihnen im KZ zu überleben.
Vor der Kapitulation Deutschlands wurden im April 1945 etwa 7000 Frauen aus Ravensbrück infolge der „Rettungsaktion der Weißen Busse“ nach Schweden gebracht. In einer der Gruppen befanden sich auch jüdische Gefangene, denen es gelungen war, sich unter die nicht-jüdischen zu schmuggeln, darunter Odette Fabius, deren jüdische Identität der Lagerverwaltung bis zu einer Denunziation kurz zuvor verborgen geblieben war. Die ersten Jüdinnen aus Ravensbrück kamen am 28. April in Malmö an und wurden von Sozialarbeiterinnen der Jüdischen Gemeinde und des American Jewish Committee empfangen. Krank und abgemagert musste Odette Fabius monatelang gepflegt werden, bevor sie nach Paris zurückkehren konnte.
Ihr Ehemann, der im Lager Lévitan interniert worden war, überlebte, ebenso ihre Tochter, die sie in die Obhut von Henriette Pichon gegeben hatte. Pichon leitete ein Mädcheninternat in Bouffémont, wo sie während der deutschen Besetzung Frankreichs im Zweiten Weltkrieg mehrere jüdische Kinder vor der Deportation schützte und dafür 2010 als eine Gerechte unter den Völkern geehrt wurde.
In ihrem 1986 erschienenen Buch Un lever de soleil sur le Mecklembourg (Sonnenaufgang über der Hölle, 1997) schildert Odette Fabius ihre Erlebnisse im Frauen-KZ Ravensbrück.

## Trivia
Während der deutschen Besetzung Frankreichs wurde Kleidung und gepflegtes Aussehen für Pariserinnen unterschiedlicher sozialer Schichten zu einem Ausdruck ihres „hartnäckigen Stolzes“. Odette Fabius war bekannt für ihr elegantes und stilvolles Auftreten, das sie versuchte in der Résistance beizubehalten. Das habe auch die Aufmerksamkeit der Gestapo von verdächtigen Aktivitäten abgezogen, wie die britische Autorin Anne Sebba schreibt. Während Fabius kreuz und quer durch Frankreich für die Réseau Alliance konspirativ mit gefälschten Ausweisen tätig war, kleidete sie sich in ein Kostüm ihrer bevorzugten Designerin Jeanne Lanvin.

## Auszeichnungen
- Commandeur de la Légion d’Honneur[10]
- Médaille militaire avec Palme
- Médaille de la Résistance
- Médaille de la Déportation
- Médaille des évadés

## Publikation
- Un lever de soleil sur le Mecklembourg. Mémoires. Albin Michel, Paris 1986, ISBN 2-226-02626-6.
Sonnenaufgang über der Hölle. Von Paris in das KZ Ravensbrück. Erinnerungen. Aus dem Französischen von Ira und Gerd Joswiakowski, Verlag Neues Leben, Berlin 1997, ISBN 3-355-01489-3.